# Cheiridium danconai
Espèce
Cheiridium danconai est une espèce de pseudoscorpions de la famille des Cheiridiidae.

## Distribution
Cette espèce est endémique de la région d'Atacama au Chili. Elle se rencontre sur le mont Amargo.

## Publication originale
- Vitali-di Castri, 1965 : Cheiridium danconai n. sp. (Pseudoscorpionida) con consideraciones sobre su desarrollo postembrionario. Investigaciones Zoológicas Chilenas, vol. 12, p. 67-92.